# Zwarte koekoeksduif
De zwarte koekoeksduif (Turacoena modesta) is een vogel uit de familie Columbidae (duiven).
Het is een endemische vogelsoort op de Kleine Soenda-eilanden, een eilandengroep in de Indische Archipel. De vogel werd uit Timor door Heinrich Christian Macklot en Salomon Müller opgezonden en door Coenraad Jacob Temminck in 1835 geldig beschreven.

## Kenmerken
Deze duif is 38,5 cm lang. De vogel is overwegend blauwgrijs, leikleurig, op de kop, borst en buik wat lichter en bijna zwart op de vleugels en de staart. De veren op de kruin, nek, borst en mantel hebben groene, iriserende randen. Rond het oog zit een gele binnenring en daar rondom weer een rode ring en rond het oog is de naakte huid weer geel.

## Verspreiding en leefgebied
Deze soort is endemisch op het eilanden Timor en Wetar. Het leefgebied bestaat uit  moessonbos en oud secundair bos tot op 1100 meter boven zeeniveau.

## Status
De grootte van de populatie wordt geschat op 1500-7000 volwassen vogels en dit aantal gaat achteruit. Op de Rode lijst van de IUCN heeft deze soort de status gevoelig.